# 처이호인
처이호인(광둥어: Ceoi1 Hou5 Jin1, 중국어 정체자: 崔浩然, 병음: Cuī Hàorán 추이하오란[*], 한자음: 최호연, 영어: Nicholas Edward Choi 니컬러스 에드워드 초이[*], 1993년 1월 20일~)은 홍콩의 펜싱 선수로 주 종목은 플뢰레이다.

## 경력
2012년 런던에서 열린 2012년 하계 올림픽에서 남자 플뢰레 개인전에 출전하였으나, 64강에서 루마니아의 라두 더러반에 8-15로 패하며 탈락하였다.

## 개인사
아버지가 홍콩·한국 혈통을 가지고 있고 어머니가 필리핀인인 한국계 홍콩인이다. 아버지는 홍콩 펜싱 국가대표팀 감독으로 활동하고 있으며 누나는 콩칭기신칼리지의 영어 과목 교사로 활동하고 있다. 그의 쌍둥이 여동생 추이잉옌도 펜싱 선수로 활동했다.

## 같이 보기
- 재홍콩 한국인(영어판)
- 재홍콩 한국계 크리스천(영어판)